# Нанкъёган
Нанкъёган (устар. Нанг-Ёган) — река в России, протекает по территории Нижневартовского района Ханты-Мансийского автономного округа. Устье реки находится в 532 км от устья Агана по правому берегу. Длина реки — 113 км, площадь водосборного бассейна — 1560 км².

## Притоки
(указано расстояние от устья)
- 1 км: Кычеэмторъёган
- 21 км: Саккунъёган
- 28 км: река без названия
- 45 км: Нанксоим
- 88 км: Ай-Юхсоим

## Данные водного реестра
По данным государственного водного реестра России относится к Верхнеобскому бассейновому округу, водохозяйственный участок реки — Обь от впадения реки Вах до города Нефтеюганск, речной подбассейн реки — Обь ниже Ваха до впадения Иртыша. Речной бассейн реки — (Верхняя) Обь до впадения Иртыша.